# Alcide Dusolier

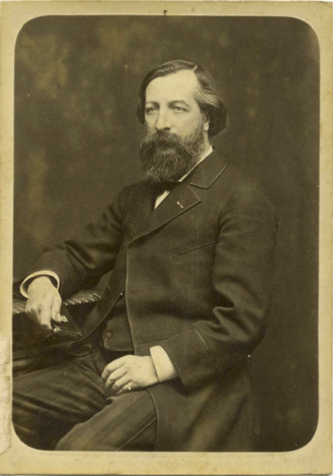
Alcide Dusolier, 1881

Alcide Dusolier, eigentl. François-Alexis-Alcide Dusolier, (* 21. September 1836 in Nontron, Département Dordogne; † 11. Mai 1918 in Saint-Sulpice-de-Mareuil, Dépt. Dordogne) war ein französischer Journalist, Schriftsteller und Politiker.

## Leben
Seine Schulzeit absolvierte Dusolier am Jesuitenkolleg in Pons und beendete diese als Jahrgangsbester. Anschließend studierte er Rechtswissenschaften und beendete dieses Studium 1860 erfolgreich. Im Anschluss daran bekam er eine Anstellung bei verschiedenen Zeitungen und Zeitschriften, u. a. „L'Artiste“, „Le Figaro“, „Le Nain jaune“ und „Courrier français“. Durch diese Arbeit kam er bald in Kontakt mit dem Verleger Alphonse Lemerre, der ihm den Weg zu den Parnassiens ebnete. Einer seiner Kontakte bei diesen war der Kritiker Charles-Augustin Sainte-Beuve, mit dem er auch in verschiedenen Redaktionen zusammenarbeitete. Später lud Lemerre Dusolier auch ein, an der Anthologie Le Parnasse contemporain mitzuarbeiten.
Bei seinen Arbeiten als Journalist wie auch als Schriftsteller benutzte Dusolier immer wieder die Pseudonyme Maurice, Étienne Maurice oder Jean de la Martrille. Politisch engagiert war Dusolier ein Parteigänger von Léon Gambetta, der gleich ihm den Krieg als „ultima ratio“ entschieden ablehnte. Im September 1870 wurde Dusolier der Sekretär von Gambetta.
Zwischen 1881 und 1885 vertrat Dusolier als Abgeordneter das „Arrondissement Nontron“ und als solcher wurde er mit Wirkung vom 12. Februar 1881 als Ritter in die Ehrenlegion aufgenommen. 1885 berief man ihn zum Senator und dieses Amt hatte er bis 1912 inne. Anschließend legte er alle Ämter nieder und zog sich ins Privatleben zurück.

## Trivia
Das Gymnasium seiner Heimatstadt trägt seinen Namen.

## Werke (Auswahl)
- Aux électeurs de la Dordogne. 1871
- Ce que j’ai vu du 7 août 1870 au 1er février 1871. 1874
- Jules Barbey d’Aurevilly. 1862
- Nos gens de lettres. Leur caractère et leurs œuvres. 1864